# Variimorda caprai
Variimorda caprai es una especie de coleóptero de la familia Mordellidae.

## Distribución geográfica
Habita en Albania.